# Best of Kris Kross Remixed ’92 ’94 ’96
A Best Of Kris Kross Remixed '92 '94 '96 válogatás, remixalbum az amerikai Kris Kross rap duó három stúdióalbumáról válogatott legnagyobb slágereinek remixeit tartalmazza, valamint egy eddig sehol meg nem jelent dalt is, a Raide címűt. A remixek elkészítésében Redman, Supercat, és Dj Clark Kent közreműködött.

## Tracklista
1. "Jump" (Super Cat Dessork Mix) feat. Supercat
2. "Warm It Up" (Dupri's Mix) feat. Jermaine Dupri
3. "It's a Shame (Playin' the Game Mix)"
4. "The Way of the Rhyme (live)"
5. "Alright (Humps for Your Trunk Mix)"
6. "Da Bomb (The Explosive Mix)" feat. Da Brat
7. "I'm Real (Butcher Mix)"
8. "Tonite's tha Night " (Kris Kross Redman Remix) feat. Redman
9. "Live and Die for Hip Hop" (DJ Clark Kent Mix) feat. Da Brat, Aaliyah, Jermaine Dupri, Mr. Black &      DJ Clark Kent
10. "Raide" - (previously unreleased)